# Marianne Werdel
Marianne Werdel (née le 17 octobre 1967 à Los Angeles) est une joueuse de tennis américaine, professionnelle du milieu des années 1980 à 1997. Elle est aussi connue sous son nom de femme mariée, Marianne Werdel-Witmeyer.
En 1995, alors 47e et après avoir sorti Sabatini au 1er tour, elle a atteint les demi-finales à l'Open d'Australie (battue par Arantxa Sánchez Vicario) : il s'agit de sa meilleure performance en simple dans une épreuve du Grand Chelem.
Joueuse régulièrement classée dans le top 50, elle n'a pas gagné de tournoi WTA pendant sa carrière – ni en simple, ni en double dames – malgré douze finales jouées.

## Palmarès

### Titre en simple dames
Aucun

### Finales en simple dames
| No | Date       | Nom et lieu du tournoi              | Catégorie | Dotation  | Surface    | Vainqueure          | Score         |          |
| -- | ---------- | ----------------------------------- | --------- | --------- | ---------- | ------------------- | ------------- | -------- |
| 1  | 24-07-1989 | OTB Open, Schenectady               | Tier V    | 75 000 $  | Dur (ext.) | Laura Gildemeister  | 6-4, 6-3      | Parcours |
| 2  | 20-08-1990 | OTB International Open, Schenectady | Tier V    | 75 000 $  | Dur (ext.) | Anke Huber          | 6-1, 5-7, 6-4 | Parcours |
| 3  | 15-10-1990 | Arizona Classic, Scottsdale         | Tier IV   | 150 000 $ | Dur (ext.) | Conchita Martínez   | 7-5, 6-1      | Parcours |
| 4  | 12-04-1993 | Volvo Open, Pattaya                 | Tier IV   | 100 000 $ | Dur (ext.) | Yayuk Basuki        | 6-3, 6-1      | Parcours |
| 5  | 13-09-1993 | Digital Open, Hong Kong             | Tier IV   | 100 000 $ | Dur (ext.) | Wang Shi-ting       | 6-4, 3-6, 7-5 | Parcours |
| 6  | 06-01-1997 | ANZ Tasmanian International, Hobart | Tier IV   | 107 500 $ | Dur (ext.) | Dominique Van Roost | 6-3, 6-3      | Parcours |

### Titre en double dames
Aucun

### Finales en double dames
| No | Date       | Nom et lieu du tournoi                  | Catégorie | Dotation  | Surface         | Vainqueures                      | Partenaire            | Score         |          |
| -- | ---------- | --------------------------------------- | --------- | --------- | --------------- | -------------------------------- | --------------------- | ------------- | -------- |
| 1  | 18-05-1992 | European Open Lucerne                   | Tier IV   | 150 000 $ | Terre (ext.)    | Amy Frazier Elna Reinach         | Karina Habšudová      | 7-5, 6-2      | Parcours |
| 2  | 17-05-1993 | European Open Lucerne                   | Tier III  | 150 000 $ | Terre (ext.)    | Mary Joe Fernández Helena Suková | Lindsay Davenport     | 6-2, 6-4      | Parcours |
| 3  | 13-09-1993 | Digital Open Hong Kong                  | Tier IV   | 100 000 $ | Dur (ext.)      | Karin Kschwendt Rachel McQuillan | Debbie Graham         | 1-6, 7-6, 6-2 | Parcours |
| 4  | 06-02-1995 | Ameritech Cup Chicago                   | Tier II   | 430 000 $ | Moquette (int.) | Gabriela Sabatini Brenda Schultz | Tami Whitlinger-Jones | 5-7, 7-6, 6-4 | Parcours |
| 5  | 20-05-1996 | Internationaux de Strasbourg Strasbourg | Tier III  | 164 250 $ | Terre (ext.)    | Yayuk Basuki Nicole Bradtke      | Tami Whitlinger-Jones | 5-7, 6-4, 6-4 | Parcours |
| 6  | 17-02-1997 | IGA Tennis Classic Oklahoma City        | Tier III  | 164 250 $ | Dur (int.)      | Rika Hiraki Nana Miyagi          | Tami Whitlinger-Jones | 6-4, 6-1      | Parcours |

## Parcours en Grand Chelem

### En simple dames
| Année | Open d'Australie (janvier) | Open d'Australie (janvier) | Internationaux de France | Internationaux de France | Wimbledon       | Wimbledon        | US Open         | US Open           | Open d'Australie (décembre) | Open d'Australie (décembre) |
| ----- | -------------------------- | -------------------------- | ------------------------ | ------------------------ | --------------- | ---------------- | --------------- | ----------------- | --------------------------- | --------------------------- |
| 1985  | n/a                        | n/a                        | -                        | -                        | -               | -                | 2e tour (1/32)  | Belinda Cordwell  | -                           | -                           |
| 1986  | n/a                        | n/a                        | -                        | -                        | -               | -                | 2e tour (1/32)  | Kathy Jordan      | n/a                         | n/a                         |
| 1987  | 3e tour (1/16)             | Lori McNeil                | 1er tour (1/64)          | Maïder Laval             | 1er tour (1/64) | Rosalyn Fairbank | 1er tour (1/64) | Laura Golarsa     | n/a                         | n/a                         |
| 1988  | 2e tour (1/32)             | Sylvia Hanika              | -                        | -                        | 1er tour (1/64) | Jo Durie         | 1er tour (1/64) | Ronni Reis        | n/a                         | n/a                         |
| 1989  | 3e tour (1/16)             | Steffi Graf                | 2e tour (1/32)           | Rene Simpson             | -               | -                | 1er tour (1/64) | Manuela Maleeva   | n/a                         | n/a                         |
| 1990  | 1er tour (1/64)            | Ann Henricksson            | 1er tour (1/64)          | Elise Burgin             | 1er tour (1/64) | Ann Henricksson  | 1er tour (1/64) | Conchita Martínez | n/a                         | n/a                         |
| 1991  | -                          | -                          | 1er tour (1/64)          | Gabriela Sabatini        | 3e tour (1/16)  | Amy Frazier      | 1er tour (1/64) | Peanut Louie      | n/a                         | n/a                         |
| 1992  | 1er tour (1/64)            | Laura Arraya               | 1er tour (1/64)          | Andrea Strnadová         | 2e tour (1/32)  | Steffi Graf      | 1er tour (1/64) | Brenda Schultz    | n/a                         | n/a                         |
| 1993  | -                          | -                          | 1er tour (1/64)          | Karine Quentrec          | 3e tour (1/16)  | Jana Novotná     | 1er tour (1/64) | Magdalena Maleeva | n/a                         | n/a                         |
| 1994  | -                          | -                          | 2e tour (1/32)           | Brenda Schultz           | 2e tour (1/32)  | Nancy Feber      | 2e tour (1/32)  | Mariaan de Swardt | n/a                         | n/a                         |
| 1995  | 1/2 finale                 | Arantxa Sánchez            | 1er tour (1/64)          | Catherine Mothes         | 1er tour (1/64) | Elena Makarova   | 2e tour (1/32)  | Yone Kamio        | n/a                         | n/a                         |
| 1996  | -                          | -                          | 1er tour (1/64)          | Yayuk Basuki             | 1er tour (1/64) | Mercedes Paz     | 1er tour (1/64) | Paola Suárez      | n/a                         | n/a                         |
| 1997  | 1er tour (1/64)            | Marketa Kochta             | -                        | -                        | -               | -                | -               | -                 | n/a                         | n/a                         |

À droite du résultat, l’ultime adversaire.

### En double dames
| Année | Open d'Australie              | Open d'Australie         | Internationaux de France      | Internationaux de France | Wimbledon                    | Wimbledon                  | US Open                       | US Open                     |
| ----- | ----------------------------- | ------------------------ | ----------------------------- | ------------------------ | ---------------------------- | -------------------------- | ----------------------------- | --------------------------- |
| 1987  | -                             | -                        | 1er tour (1/32) MJ Fernández  | I. Demongeot N. Tauziat  | 1er tour (1/32) MJ Fernández | B. Nagelsen E. Smylie      | -                             | -                           |
| 1988  | 1er tour (1/32) L. Eldredge   | Ann Devries Eva Krapl    | -                             | -                        | -                            | -                          | 2e tour (1/16) Beverly Bowes  | R. Fairbank S. Rehe         |
| 1989  | 1er tour (1/32) L. Bartlett   | N. Herreman Eva Pfaff    | 1er tour (1/32) Donna Faber   | Tine Scheuer C. Tanvier  | -                            | -                          | 1er tour (1/32) Patricia Hy   | Steffi Graf G. Sabatini     |
| 1990  | 1er tour (1/32) Donna Faber   | M. Lindström H. Ludloff  | 2e tour (1/16) Beverly Bowes  | R. Kordová A. Temesvári  | 1er tour (1/32) Eva Krapl    | Linda Barnard Louise Field | 1er tour (1/32) C. MacGregor  | Patty Fendick Zina Garrison |
| 1991  | -                             | -                        | -                             | -                        | -                            | -                          | 2e tour (1/16) S. Stafford    | Jana Novotná L. Neiland     |
| 1992  | 2e tour (1/16) S. Stafford    | Pam Shriver N. Zvereva   | 1er tour (1/32) S. Stafford   | G. Fernández N. Zvereva  | 1er tour (1/32) S. Stafford  | Yayuk Basuki Jo Durie      | 1er tour (1/32) S. Stafford   | C. Martínez Mercedes Paz    |
| 1993  | -                             | -                        | 1er tour (1/32) L. Davenport  | S. Stafford A. Temesvári | 1er tour (1/32) G. Helgeson  | M. Jaggard K. Radford      | 1er tour (1/32) L. Davenport  | S. Cecchini P. Tarabini     |
| 1994  | -                             | -                        | 1er tour (1/32) M. Jaggard    | K. Radford J. Richardson | 2e tour (1/16) M. Jaggard    | Yayuk Basuki Nana Miyagi   | 1er tour (1/32) Patricia Hy   | Katrina Adams M. Bollegraf  |
| 1995  | 1er tour (1/32) S. Reece      | Julie Halard Pam Shriver | 1er tour (1/32) T. Whitlinger | C. Barclay J. Husárová   | 2e tour (1/16) T. Whitlinger | G. Sabatini B. Schultz     | 1er tour (1/32) T. Whitlinger | K. Nagatsuka Ai Sugiyama    |
| 1996  | -                             | -                        | 1er tour (1/32) T. Whitlinger | Amy Frazier Kimberly Po  | 2e tour (1/16) T. Whitlinger | Katrina Adams M. de Swardt | 1er tour (1/32) T. Whitlinger | Yayuk Basuki Caroline Vis   |
| 1997  | 1er tour (1/32) T. Whitlinger | Els Callens G. Helgeson  | -                             | -                        | -                            | -                          | -                             | -                           |

sous le résultat, la partenaire ; à droite, l’ultime équipe adverse.

### En double mixte
| Année | Open d'Australie (janvier), | Open d'Australie (janvier), | Internationaux de France      | Internationaux de France | Wimbledon                   | Wimbledon                  | US Open | US Open | Open d'Australie (décembre), | Open d'Australie (décembre), |
| ----- | --------------------------- | --------------------------- | ----------------------------- | ------------------------ | --------------------------- | -------------------------- | ------- | ------- | ---------------------------- | ---------------------------- |
| 1983  | n/a                         | n/a                         | 1er tour (1/32) A. Krickstein | C. Tanvier Rick Meyers   | -                           | -                          | -       | -       | n/a                          | n/a                          |
| 1986  | n/a                         | n/a                         | -                             | -                        | 2e tour (1/16) Bob Hewitt   | Jo Durie Jeremy Bates      | -       | -       | n/a                          | n/a                          |
| 1987  | -                           | -                           | 3e tour (1/8) Chip Hooper     | Lori McNeil S. Stewart   | -                           | -                          | -       | -       | n/a                          | n/a                          |
| 1990  | -                           | -                           | -                             | -                        | 1er tour (1/32) Luke Jensen | H. Mandlíková M. Woodforde | -       | -       | n/a                          | n/a                          |

sous le résultat, le partenaire ; à droite, l’ultime équipe adverse.

## Classements WTA en fin de saison

### En simple
| Année | 1983 | 1985 | 1986 | 1987 | 1988 | 1989 | 1990 | 1991 | 1992 | 1993 | 1994 | 1995 | 1996 | 1997 |
| Rang  | 217  | 122  | 32   | 59   | 106  | 95   | 48   | 44   | 65   | 44   | 45   | 26   | 56   | 155  |

source : (en) « Classements de Marianne Werdel », sur le site officiel du WTA Tour

### En double
| Année | 1987 | 1988 | 1989 | 1990 | 1991 | 1992 | 1993 | 1994 | 1995 | 1996 | 1997 |
| Rang  | 123  | 163  | 145  | 99   | 82   | 53   | 96   | 114  | 86   | 106  | 142  |

source : (en) « Classements de Marianne Werdel », sur le site officiel du WTA Tour